# Sergentomyia chakravarti
Sergentomyia chakravarti är en tvåvingeart som först beskrevs av Tridib Ranjan Mitra 1953.  Sergentomyia chakravarti ingår i släktet Sergentomyia och familjen fjärilsmyggor. Inga underarter finns listade i Catalogue of Life.
Artens utbredningsområde är Indien.